# Serbiens herrlandslag i fotboll
Serbiens herrlandslag i fotboll (serbiska: Фудбалска репрезентација Србије/Fudbalska reprezentacija Srbije) representerar Serbien i fotboll på herrsidan. Laget spelade sin första match den 16 augusti 2006, då man bortabesegrade Tjeckien med 3–1 i Uherské Hradiště.

## Historia

### EM-kval historia
Serbiens första kval till EM blev 2008. Serbien gjorde ett bra kval och slutade trea i sin grupp bakom Polen och Portugal med tjugofyra poäng. Serbien hade länge chansen att sno åt sig andraplatsen från portugiserna, men liksom finnarna var serberna tvungna till att vinna sina sista två matcher. Hoppet försvann dock redan i den första då man spelade 2–2 hemma mot Portugal. Därmed var den sista matchen mot Kazakstan betydelselös men 1–0-segern tog i alla fall serberna förbi Finland upp till tredjeplatsen i gruppen. Kvalet till EM 2012 blev en stor besvikelse då Serbien hamnade trea i gruppspelet bakom Italien och storskrällen Estland som tog sig till playoff. Serbien hade även här chansen att nå playoff men misslyckades då man förlorade Slovenien i sista matchen borta. Serbiska supportrar orsakade störningar under matchen borta mot Italien i Genua den 12 oktober 2010. Matchen blev dömd 3–0 till Italien. Kvalet till EM 2016 blev en katastrof. Serbien hamnade näst sist i gruppen före Armenien med fyra poäng. Serbien fick tre poängs avdrag efter matchen mot Albanien i oktober 2014 på grund av en rad incidenter under matchen i Belgrad. I matchen borta mot Albanien tog man seger. Det blev även vinst mot Armenien hemma med oavgjort borta. 

### Matchen mellan Serbien och Albanien under EM-kvalmötet i oktober 2014
Serbien mötte Albanien i ett, av flera olika skäl, hett EM-kvalmöte. Albanska supportrar tilläts inte dyka upp på arenan på grund av säkerhetsskäl. Ländernas historiska rivalitet uttryckte sig under matchen. I den 41:a minuten singlade en fjärrstyrd drönare ner från himlen med en albansk flagga, ett slags kartbild där Kosovo var inkorporerat med Albanien, fäst under den. När de serbiska supportrarna tog ner drönarna gjorde de albanska spelarna motstånd. Slagsmål bröt ut mellan spelarna och supportrar rusade in på planen. Serbiska fans attackerade de albanska spelare. Matchen stoppades av den engelska domaren Martin Atkinson, och återupptogs inte. Albanien blev tilldömd 3–0 vinst och Serbien fick tre poängs avdrag på grund av Serbiska supportrars beteende under matchen.

### VM-kval och mästerskapshistoria
Serbien gjorde succé i kvalet till VM 2010 under Radomir Antićs ledning och kvalade in i VM:et 2010 före länder som Frankrike och Rumänien. I VM 2010 hamnade Serbien med Tyskland, Australien och Ghana i samma grupp. Serbien förlorade Ghana i första matchen men kom tillbaks mot Tyskland och vann. Milan Jovanović var målgörare i den 38:e minuten. Serbien misslyckades dock med att ta sig vidare till slutspel efter förlust mot Australien med 1–2. Serbien misslyckades att nå VM 2014 men kom tillbaks i VM 2018. Serbien började bra mot Costa Rica med att vinna med 1-0. Vinsten blev den enda. Serbien förlorade mot Schweiz efter att Schweiz gjorde mål i slutminuten av Xherdan Shaqiri vilket blev resultatet 2–1 till Schweiz. Serbien förlorade sin sista match mot Brasilien vilket resulterade i att Serbien hamnade trea i gruppspelet.

## Nuvarande spelartrupp
Följande spelare är uttagna till Uefa Nations League-matcherna mot Sverige och Norge i september 2022.
Antalet landskamper och mål är korrekta per den 12 juni 2022 efter matchen mot Slovenien.
| Nr | Pos. | Namn                    | Födelsedatum (ålder) | Matcher | Mål |               | Klubb             |
| -- | ---- | ----------------------- | -------------------- | ------- | --- | ------------- | ----------------- |
|    | MV   | Marko Dmitrović         | 24 januari 1992      | 19      | 0   | Spanien       | Sevilla           |
|    | MV   | Vanja Milinković-Savić  | 20 februari 1997     | 4       | 0   | Italien       | Torino            |
|    | MV   | Marko Ilić              | 3 februari 1998      | 1       | 0   | Belgien       | Kortrijk          |
|    |      |                         |                      |         |     |               |                   |
|    | F    | Stefan Mitrović         | 22 maj 1990          | 32      | 0   | Spanien       | Getafe            |
|    | F    | Strahinja Pavlović      | 24 maj 2001          | 20      | 1   | Österrike     | Red Bull Salzburg |
|    | F    | Miloš Veljković         | 26 september 1995    | 20      | 0   | Tyskland      | Werder Bremen     |
|    | F    | Filip Mladenović        | 15 augusti 1991      | 19      | 1   | Polen         | Legia Warszawa    |
|    | F    | Aleksa Terzić           | 17 augusti 1999      | 5       | 0   | Italien       | Fiorentina        |
|    | F    | Erhan Mašović           | 22 november 1998     | 1       | 0   | Tyskland      | VfL Bochum        |
|    | F    | Strahinja Eraković      | 22 januari 2001      | 1       | 0   | Serbien       | Röda stjärnan     |
|    | F    | Srđan Babić             | 22 april 1996        | 0       | 0   | Spanien       | Almería           |
|    |      |                         |                      |         |     |               |                   |
|    | MF   | Dušan Tadić             | 20 november 1988     | 88      | 18  | Nederländerna | Ajax              |
|    | MF   | Filip Kostić            | 1 november 1992      | 48      | 3   | Italien       | Juventus          |
|    | MF   | Nemanja Maksimović      | 26 januari 1995      | 39      | 0   | Spanien       | Getafe            |
|    | MF   | Nemanja Radonjić        | 15 februari 1996     | 35      | 5   | Italien       | Torino            |
|    | MF   | Filip Đuričić           | 30 januari 1992      | 35      | 4   | Italien       | Sampdoria         |
|    | MF   | Sergej Milinković-Savić | 27 februari 1995     | 34      | 6   | Italien       | Lazio             |
|    | MF   | Saša Lukić              | 13 augusti 1996      | 30      | 1   | Italien       | Torino            |
|    | MF   | Andrija Živković        | 11 juli 1996         | 26      | 1   | Grekland      | PAOK              |
|    | MF   | Darko Lazović           | 15 september 1990    | 23      | 0   | Italien       | Hellas Verona     |
|    | MF   | Uroš Račić              | 17 mars 1998         | 8       | 0   | Portugal      | Braga             |
|    | MF   | Ivan Ilić               | 17 mars 2001         | 3       | 0   | Italien       | Hellas Verona     |
|    | MF   | Stefan Mitrović         | 15 augusti 2002      | 0       | 0   | Serbien       | Röda stjärnan     |
|    |      |                         |                      |         |     |               |                   |
|    | A    | Aleksandar Mitrović     | 16 september 1994    | 74      | 46  | England       | Fulham            |
|    | A    | Luka Jović              | 23 december 1997     | 26      | 9   | Italien       | Fiorentina        |
|    | A    | Dušan Vlahović          | 28 januari 2000      | 14      | 7   | Italien       | Juventus          |